# .ml
.ml — национальный домен верхнего уровня для Мали. Член Африканской ассоциации доменов верхнего уровня (англ. African Top-Level Domains Association).

## История
История домена .ml восходит к 1992 году, когда в рамках западно-африканского проекта RIO был создан сайт для Национального центра научных и технологических исследований. Начиная с 1996 года благодаря поддержке Агентства США по международному развитию Интернет в Мали выходит за рамки университетов и исследовательских центров. В апреле-июне 1997 года были зарегистрированы четыре первых Интернет-провайдера. В ноябре 1997 года ответственность за домен .ml была передана Францией Мали.

## Регистрация
Регистрация доменов третьего уровня происходит в соответствии со следующими категориями:
- .com.ml: местные компании или торговые марки
- .net.ml: Интернет-провайдеры
- .org.ml: зарегистрированные организации, иностранные организации должны представить свидетельство о регистрации в Мали
- .edu.ml: учебные заведения
- .gov.ml: государственные организации
- .presse.ml: местная пресса

За регистрацию доменов ответственна компания Sotelma (фр. Société des télécommunications au Mali), предоставляющая услуги телефонной связи, мобильной телефонии и Интернета. На 2007 год домен .ml насчитывал порядка 300 доменных имён, большая часть из них в поддоменах .org.ml (69), .com.ml (66) и .gov.ml(53).
17 июля 2023 года у Freenom истёк контракт на управление доменной зоной .ml, а с 20 июля (по некоторым данным) все бесплатные домены, которые были зарегистрированы через Freenom перестали быть доступными

## Омонимичный домен
Уилсон и Уилсон предлагают использование домена .ml в качестве омонимичного домена для электронной почты (мейла).

## Серверы
По данным на 2006 год только 12% серверов в домене .ml физически находились в Мали: так, сервер министерства культуры Мали был расположен в Нидерландах.